# Аль-Заррар
Аль-Заррар (урду: الضرار) — совместно разработанный китайско-пакистанский основной боевой танк второго поколения. С 2004 года состоит на вооружении сухопутных войск Пакистана. Модифицированная версия китайского танка Тип 59 разработанная при содействии Украины. В танке присутствует усовершенствованная система управления огнём. В связи с отсутствием автомата заряжания экипаж — не три, а четыре человека (командир, механик-водитель, наводчик орудия и заряжающий).

## История
К 1990 году стоящие на вооружении Пакистана танки Тип 59 успели устареть, но их количество было достаточным для того, чтобы вместо списания было принято решение об их поэтапной модернизации с целью продления службы. Целью работ было повышение огневой мощи, подвижности и защищённости в соответствии с требованиями современных боёв за малую часть стоимости нового ОБТ. Фаза разработки была завершена в 1997 году, в 1998 году были построены три прототипа, получившие более 50 модернизаций и отличавшиеся системами управления огнём, танки получили ряд систем, разработанных для танка Аль-Халид. Признанный лучшим прототип пошёл в серийное производство под именем Аль-Заррар в честь мусульманского воина Заррара бин Аль-Азвара.
По состоянию на 2024 год в строю находятся около 500 танков Аль-Заррар, и ещё 600 танков Тип 59 подлежат модернизации до их уровня.